# Пастеров завод у Нишу
Пастеров завод у Нишу, Краљевски војни Пастеров завод у Нишу (1900 — 1923), је први Завода за справљање анималне лимфе и прва превентивномедицинска установа у Нишу основана 1900, у саставу Моравске сталне војне болнице Ниш на иницијативу пуковника др Михајла-Мике Марковића, у то време Начелника Санитетског одељења Министарсва војног Краљевине Србије.
Завод је добио име по чувеном француском микробиолог и хемичару Луј Пастеру, који је поставио основе имунологије унапређењем метода вакцинације и проналаском вакцине против беснила, која се примењива|ла у нишком заводу.
...„Само 15 година после Париза, 14 година после Москве, Петрограда и Одесе и 10 година после Њујорка, Чикага и Будимпеште 7. јуна 1900, Пастеров завод у Нишу почиње са радом. Тај храбар и ентузијастички корак сврстао је тадашњу Србију, на прагу 20. века, са 80% неписменог становништва и нестабилном политичком сценом, у ред модерних држава, то је био велики корак ка правом развоју здравствене заштите и подизању здравствене културе народа.“.

## Услови
Крајем 19. века хигијенско-епидемиолошке прилике у српској војсци и код становништва Ниша и околине су веома лоше. До 1878. у полувазалском положају, ратовима исцрпљена и тешко заостала средина суочила се са новом невољом, заразним болестима: велике богиње и беснило су као „велике мора“ притиснуле становништво Србије и Српску војску са свих страна. У првој половини осамдесетих година 19. века, Војска Србије прва је увела системску вариолизацију својих припадника а затим и становништва и то прво хуманом мајом а затим анималном лимфом.
До отварања Завода у Нишу, људи са уједом од бесних животиња, најчешће паса, били су упућивани сами или са пратиоцем, најчешће у Пастеров завод у Будимпешти ради лечења. Годишње је било између 100 и 200 таквих болесника, од којих су половину чинила деца. Прорачун годишњих трошкова за слање пацијената на вакцинацију против беснила у Будимпешту био је далеко већи него што би стајало издржавање Српског Пастеровог завода, тако се у Србији јавила идеја за оснивање завода, за чију реализацију је затражена подршка и помоћ краља Милана Обреновића.
Један од главних покретача идеје о оснивању Пастеровог завода у Србији, за справљање анималне лимфе за вакцинацију против великих богиња, био је санитетски пуковник др Михајло-Мика Марковић, који је 1886. забранио вакцинацију војника хуманизираном лимфом (хуманом мајом), с руке на руку и завео коришћење само анималне лимфе за ту намену. Марковић на предлог др Љубомира Стојановића и др Михајла Петровића (у то време хирурга у Војној болници у Нишу), покреће иницијативу за оснивање Пастеровог завода по угледу на такве установе у Европи.

После вишегодишњих расправа, због страха од могуће заразе становништва, у Београду се није могло добити земљиште за изградњу Пастеровог завода, јер ће како су говорили неки београђани 
| „ | ...у овом заводу бити разних патогених микроба, који могу из својих затвора измилити и чуда починити од београдских становника“... | ” |

Зато је и поред тешких прилика, у Србији, уместо у Београду, први Пастеров завод основан у Нишу под управом војног санитета.
Четрнаест година пре оснивања Завода др Михајло Марковић је у Завод др Хајнриха у Бечу, послао санитетског капетана др Димитрија Герасимовића, с намером да у Србију донесе процес прераде анималне лимфе. и почео након тога са планирањем и стварањем Бактериолошко-хигијенског завода, који је на његов предлог требало да организује др Драгутин Петковић.
У пролеће 1899. створену се услови за реализацију ове његове идеје у Нишу. У априлу Нишка општина на пустој пољани удаљеној 3 km од центра града, обезбедила је земљиште, на коме је у августу почела изградња зграда за смештај Пастеровог завода, према идејном плану др Михајла-Мике Марковића. У пролеће 1900. зграда је завршена, а у месецу мају инсталирана је опрема за добијање анималне лимфе. 
На дан отварања Пастеровог завода др Марковић је одржао свечани говор, о коме је много година у својим сећањима написао; 
| „ | Овим тековинама наша отаџбина добиће не само материјално већ и морално. Цела Европа, па и наши највећи непријатељи, хтели или не хтели, мораће нам признати да Србија ни у чему не заостаје иза цивилизованог Запада, кад поред толиких научних удружења имамо и свој Пастеров завод и бактериолошко-хигијенски институт... | ” |

Дана 25. децембра 1900. одлуком Министарства војске новооснован завод добио је и званично име Краљевски војни Пастеров завод у Нишу, за справљање „Антирабичне емулзије“ за превентивно пелцовање против беснила са одељењем за справљање „анималне лимфе“ тако да је практично завод званично отворен 1. јануара 1901. 
Производња анималне лимфе, као вакцине против великих богиња, по први пут у Србији почела је даном свечаног отварања Пастеровог завода, под руководством првог управника др Драгутин Петковић (1873-1947), једног од виђенијих нишлија, који је медицину завршио у Бечу 1899. године.
У току 1901. на место помоћника управника Петковић дошао је, поручник, др Милош Стевановић., који је у одсуству доктора Петковића, које је готово две године, био на усавршавању у Паризу, Немачкој и Бечу, обављао функцију управника Завода, и до краја свог радног века, односно смрти, од пегавог тифуса, 1915. радио је у Пастеровом заводу.

## Развој и делатност
У Пастеровом заводу у Нишу прво је прорадило вакцинално одељење. Др Михајло Марковић је 7. јула 1900. извршио пелцовање првог телета ради добијања анималне лимфне за цепљење против великих богиња. Већ у новембру било је спремно 15.000 вакцина за пелцовање јесење генерације регрута. Само у 1900. у заводу је, домаћом лимфом против богиња вакцинисано 11.540 регрута.
Пастеров завод је од свог оснивања, годишње у антирабичном одељењу лечио између 50-300 болесника заражених беснилом. Први антирабичном вакцином лечени болесник био је војник, те се може рећи да су прве вакцине произведене у Пастеровом заводу биле коришћене за потребе војног санитета.
Крајем 1900. године, у Ниш су стигли, ради лечења, и први цивилни пацијенти са уједином бесног вука, људи са села из Чачанског среза
Према статистичким подацима Краљевине Србије из периода 1901—1904. у Пастеровом заводу антирабичном вакцином лечено је 1.140 лица, од којих је умрло 7. Број лечених за првих 14 година рада завода, од 1901-1915, износио је укупно 8.649 или просечно 617 годишње
Ево како стање и рад завода 26. јуна 1902. описује његов оснивач др Марковић, (чија биста поносно краси простор испред Пастеровога завода од септембра месеца 2010)
| „ | У заводу друга друга слика. У Нишу, у Србији. Болнички каплар прозива поименце болеснике из главне болесничке књиге, редов болничар приводи их по реду лекару. И лекар и болничари имађаху на себи чисте као снег беле пикетске капуте закопчане до грла. Децу је примао болничар из родитељских руку и држао их на свом крилу за време пелцовања, причајући им и тепајући им... Директор (нап. др Драгутин Петковић), је озбиљно и с највећом пажњом вршио пелцовање. Из дубине душе био сам потресен овим призором. Срце ми је играло од радости, јер доживех да видим успешан резултат мога заморног и трудног рада“... | ” |

Током 1904. долази до проширења делатности Пастеровог завода. Првог априла 1904. инсталирано је бактериолошко одељење, чиме су биле извршене све припреме за за отварање серотерапијског и хемијског одељења. Те године Завод проширио је и рад на разне микроскопске прегледе, испитивање воде за пиће, као и друге медицинско-хемијске анализе.
Дана 20. априла у Заводу је отворено дезинфекционо одељење, које је отпочело и са одржавањем првог курса за дезинфекторе.

### Значај Пастеровог завода у сузбијању епидемија у Србији
Од 1904. до 1908. беснило је постао све озбиљнији проблем за Србију. У војскама оног периода, па и у српској, коњ је био незаменљив за вучу, ношење и јахање, па самим тим и од великог значаја за борбену готовост, и здравствено стање њених војника због могућег масовнијег ширења беснила али и других болести које се могу пренети преко коња.
Први радови лекара из ове области показали су да је највећи број уједених потицао са сеоског подручја, да су у већој мери били угрожени мушкарци и да су по локализацији уједина на првом месту били глава и врат, па тек онда удови. Као преносиоци болести водеће животиње су биле лисице, вукови, али и мачке. Поред овог обољења, заступљени су били и тифус, полне болести, дизентерија и туберкулоза.
Једна од обавеза Пастеровом заводу у Нишу била је дијагностика беснила код бесних животиња, за цело подручје Краљевине Србије:
| „ | Министарство унутрашњих дела Краљевине Србије је 5. августа 1911. упутило допис свим окружним начелствима и Управи града Београда да је веома важно да се у превентивном лечењу у Пастеровом заводу у Нишу утврди да ли је дотична особа заиста повређена од животиње која је бесна. Да би се то установило, расписом С Бр. 737/901 је наређено да се таква животиња пронађе ако је домаћа и жива стави у карантин и посматра, а ако је убијена, изврши обдукција и сачини детаљан протокол. | ” |

Епизоотија беснила довела је до проналажења сопствене методе за лечење исте, познате као „Етар метода по Аливизатосу“ .
У периодима када се није ратовало, готово да није било гарнизона у Србији а да се у њему сваке године нису јављале неке од епидемија заразних болести, а притом су неки гарнизон од њих тешко страдали, као нпр. нишки гарнизон 1909. године са 196 оболелих од тифуса.
Да би заштитио припадник војске али и становништво, начелник Команде Краљевине Србије генерал Радомир Путник својим Наређењем бр.4.498 од 18. децембра 1904. прописао је Упутство о употреби, чувању и коштању вакцине. У том наређењу налазили су се и ставови (који су и данас у примени), и били су једна од главних писмених смерница за рад Пастеровог завода.
Пастеров завод, у првој деценији свог постојања и рада, поред основне делатности на сузбијању великих богиња, беснила и маларије, непрекидно је радио на школовању медицинског кадра, и стално ширио своју активност на сузбијању заразних болести. Завод је радио на доходовном принципу, а послови Завода везани за војску били су бесплатни, будући да је био део војног санитета.

## Први светски рат
Питање лабораторијске дијагностике био је велики и нерешиви проблем пред Први светски рат. Током 1914, када је реч о лабораторијама, у Србији постојала је несташица: у новцу за њихову изградњу и опремање и попуњавње кадровима за стручни, изетно захтеван, рад. Лабораторијска дијагностика, која је први корак у превенцији многих заразних и незаразних болести, и развој лабораторија у то време у Србији био је запостављен, на рачун хирургије, којој је једино даван значај. У то време, Краљевина Србија имала је само две велике лабораторије: Пастеров завод у Нишу и Државну и градску лабораторију у Београду.
У Првом светском рату у српској војсци и међу грађанством избила је велика епидемија пегавца, која је трајала од новембра 1914. до марта 1915. Највећи проблем представљао је недостатак лекара и другог стручног кадра. Током извлачења Српске војске преко Косова, Црне Горе и Албаније, по цичи зими, без хране и зимске одеће поред војника страдали су многи школовани људи, поред осталих и лекари. Том приликом умрло је од болести и исцрпљености 147 лекара.
Моравска стална војна болница у Нишу била је 1914. највећа епидемијска болница српске војске. У зиданим објектима и баракама у кругу болнице у то време прихаваћено је и смештено око 3.000 оболелих. Средином фебруара 1915, у време када је епидемија достигла врхунац, у болници је дневно умирало и до 36 болесника. Услови за смештај и лечење били су ван свих стандарда, који су постојали у том периоду. Ситуацију је знатно погоршавало непостојање довољног броја лабораторија и немогућност коришћења лабораторијске дијагностике и справљања заштитиних вакцина, посебно када је реч о заразним болестима. У недостатку средстава прибегло се многим импровизацијама, па и коришћењу „српског бурета“ уместо дезинфектора. У овој епидемији умрло је преко 30.000 војника, међу којима је био и већи број лекара и другог медицинског особља. У овим околностима Пастеров завод, са својим саставом радио је у скоро немогућим условима уз доста импровизације и сналажљивости.
Током повлачења српске војске из Србије заједно са Моравском војном болницом Ниш повлачи се и Пастеров завод и Државна лабораторија из Београда. Нажлост у току тог повлачења, у Крушевцу је заробљена опрема Државне лабораторије, а продором Бугарске војске у Србију заплењена је зграда и целокупна опрема Пастеровог завода у Нишу.
Након бугарске окупације југа Србије, Пастеров завод је радио за потребе Бугарске државе и под руководством бугарских лекара.

## Реорганизација
Према писању првог послератног управника др Герасима Аливизатоса;
...„за време Првог светског рата, окупатори, Бугари и Аустријанци, опљачкали су све што је за стручни рад Пастеров завод у Нишу било потребно, заједно са драгоценом архивом, а у Заводу су остале само празне просторије“...
Суочена са великим тешкоћама у обезбеђивању здравствене заштите за војнике и избеглице у области лабораторијске дијагностике по завршетку Првог светског рата, Српска влада је одлучила да школује лекаре и друге стручњаке док рат траје, у земљама савезника у Западној и Централној Европи. Тако је Министартсво унурашњих дела, Санитетско одељење, 4. марта 1917. упутило писмо Краљевском српском посланству у Берну, у Швајцарској, следеће садржине:
...„Господин министар нутрашњих дела својом одлуком од 24. фебруара ове године, под бројем 17 одредило је др Берислава Борчић, нашег бактериолога ради срудија француског метода бактериолошког, серолошког и антирабичног рада у пастеровом Заводу у Паризу. И том одлуком одређен је и др Владимир Брунет, хемичар, ради изучавања биолошке хемије и њене примене у привредној и здравственој грани народне исхране сходно упутствима Санитетског одељења Министарства унутрашњих дела“..
После завршених студија др Владимир Брунет, наставља свој рад у Бограду, а др Берислава Борчић долази октобра 1919. у Ниш, и прихвата дужност асистента по уговору Пастеровог завода у Нишу. Убрзо затим он ради и као хонорарни управника Пастеровог завода у Београду и у Србије остаје до 1920, када крајем те године одлази за управника бактериолошког завода у Загребу. Захваљујући др Аливизатосу, др Бериславу Борчићу и другим ентузијастима Пастеров завод обнавља свој рад и све више проширује своју делатност. 
Пастеров завод се поново конституише и започиње рад али сада као цивилна установа, под патронатом Министарства народног здравља, када је започео темељан рад на борби против све веће опасности од беснила. Изласком из састава војног санитета завод постаје здравствена установа града Ниша, а Војна болница Ниш формира у свом саставу, бактериолошку лабораторију, чији је начелник био и начелник одељења за заразне болести пуковник др Михајло Радојичић, специјалиста микробиологије.
Прво на челу са управником др Владимиром Брунетијем, а затим др Герасимом Аливизатосом, 1919. који из Грчке у Ниш долази на лични захтев;
...„хтео бих да све моје време, моје знање и енергију употребим за добро народа, за хигијену и профилаксу инфективних болести, или као управник болнице, лабораторије, института или неке хигијенске службе“... написао је у својој молби 8. децембра 1918. Посланству Краљевине Срба, Хрвата и Словенаца у Атини, др Герасим Аливизатос.
Др Герасим Аливизатос улаже натчовечанске напоре и обнавља Пастеров завод. Знатно проширује, видљиво модернизује и достиже највиши стручни домет у превентивној медицини увођењем сопствене методе за лечење беснила. У медицинском свету метода је познате као „етер метода по Аливизатосу“. До ове методе он је дошао након бројних експеримената на кунићима и овцама, као би истражио нови начин антирабичног лечења и постигао трајни имунитет преко ослабљеног вируса.

Др Герасим Аливизатос је овај свој „изум“ објавио у угледном немачком часопису (Deutsche Medicinische Wochenschrift) 1922, као први научни рад из нишке медицине штампан у страној стручној литератури. Аливизатосову „етер методу“ је прихватилаЈугославија, Грчка, Аустрија, Аргентина, Шпанија и Бугарска. 
Реорганизацијом Министарства здравља Краљевине Срба Хрвата и Словенаца, 14. октобра 1923. Пастеров завод је прерастао у Епидемиолошки завод у Нишу, и практично престао да постоји под називом Пастеров завод у Нишу. Пастеров завод у Новом Саду је 1928. преузео функције свих осталих Пастерових завода у Краљевини СХС, па и нишког, захваљујући новој вакцини против беснила др Хемпта, тако да је даља производња вакцине против беснила престала у Нишу.